# Fritz Kampers
Fritz Kampers, de son vrai nom Friedrich Kampers (né le 14 juillet 1891 à Munich, mort le 1er septembre 1950 à Garmisch-Partenkirchen) est un acteur allemand.

## Biographie
Ce fils d'un hôtelier de Munich passe son enfance à Garmisch-Partenkirchen et va dans un pensionnat à Weilheim in Oberbayern. Après ses études secondaires, il fait un apprentissage dans le commerce de textile à Munich et prend en même temps des cours de théâtre auprès de Richard Stury. Après des petites apparitions dans de petits théâtres, il obtient des contrats au-delà de la Bavière. Durant la Première Guerre mondiale, il sert dans la cavalerie sur le front de l'Est, est blessé, évacué puis revient au théâtre à Varsovie et à Łódź.
Durant un engagement au Münchner Volkstheater, il fait la connaissance de Franz Seitz qui l'engage dans ses films. Il obtient le premier rôle et la réalisation dans Der Volkstyrann en 1920. Il arrive à Berlin et travaille dans des théâtres comme le Deutsches Theater et pour Gustav Althoff (de). Il devient populaire dans la troupe de la fantaisiste Trude Hesterberg.

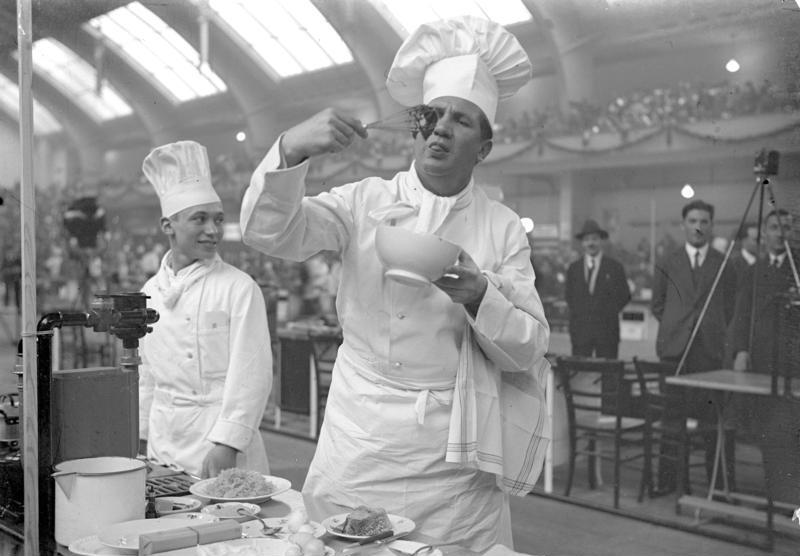
Fritz Kampers durant un cours de cuisine à la Foire de Berlin en 1932

Au milieu des années 1920, il se spécialise dans des rôles comiques comme l'officier chic à l'accent bavarois. Ce genre sympathique qu'il tiendra jusqu'à la fin de sa carrière contraste avec son physique robuste d'une part et un jeu d'esprit de l'autre.
Sa carrière continue après l'arrivée du cinéma parlant. Il conserve de grands rôles dans des comédies. En 1933, quand, à l'arrivée des nazis, de nombreux artistes quittent la scène et qu'on cherche à les remplacer, Kampers revient à la réalisation. Sa carrière d'acteur se maintient aussi. En 1934, il intègre la Volksbühne Berlin et joue dans des films de propagande. Malgré la nomination comme "Staatsschauspieler" par Joseph Goebbels, il s'éloigne des films du régime en 1942.
Après la Seconde Guerre mondiale, Fritz Kampers joue de nombreux seconds rôles.
Fritz Kampers est l'un des acteurs les plus actifs du cinéma allemand. Entre 1918 et 1950, il participe à plus de 260 films, soit 17 par année en moyenne.

## Filmographie
- 1913 : Das rosa Pantöffelchen (de) de Franz Hofer
- 1913 : Der Volkstyrann (comme réalisateur et acteur)
- 1913 : Der Ausgestossene de Franz Seitz senior
- 1915 : Der Hauptmann-Stellvertreter de Peter Ostermayr
- 1917 : Der Rubin des Maharadscha de Toni Attenberger (de)
- 1917 : Der Hauptmann-Stellvertreter de Peter Ostermayr
- 1918 : Lussandra, die Königssklavin
- 1918 : Almenrausch und Edelweiß (aussi réalisation)
- 1918 : Der schwarze Jack (de) de Fred Stranz
- 1919 : Verlorenes Spiel
- 1919 : Lyas Flirt mit dem Heiligen
- 1919 : Foxtrott-Papa
- 1919 : Ein Hochzeitsmorgen
- 1919 : Die sterbende Salome
- 1919/20 : Menschliche Trümmer (aussi réalisation)
- 1920 : Zügelloses Blut. 1. Luxusfieber
- 1920 : Zugelloses Blut. 2. Die Diamantenfalle
- 1920 : Tom Black, der Verbrecherfürst. 1. Teil: Die Teufelsuhr
- 1920 : Tom Black. 2. Teil: Der tote Passagier
- 1920 : Teufel und Circe
- 1920 : Der Todesschacht
- 1920 : Das Ende des Abenteuers Paolo de Gaspardo
- 1920 : Gefolterte Herzen: 1. Teil: Ohne Heimat
- 1920 : Gefolterte Herzen: 2. Teil: Glück und Glas
- 1920 : Flametti. 1. Die Unschuldigen
- 1920 : Flametti. 2. Das Gespensterfest
- 1920 : Der Ochsenkrieg
- 1920 : Der letzte Schuß
- 1920 : Der Volkstyrann (aussi réalisation)
- 1921 : Die Diamentenkonkurrenz
- 1921 : Die Apotheke des Teufels
- 1921 : Die rote Hexe
- 1921 : Arme, kleine Eva: 2. Teil
- 1921 : Aus dem Schwarzbuch eines Polizeikommissars, 1. Teil: Loge Nr. 11
- 1921 : Was der Totenkopf erzählt
- 1921 : Erzgauner
- 1921 : Die Minderjährige: Zu jung fürs Leben
- 1922 : Tiefland
- 1922 : Der alte Gospodar
- 1922 : Gelbstern
- 1922 : Der Todesreigen
- 1922 : Monna Vanna
- 1922 : Lola Montez (en)
- 1923 : Grisou
- 1923 : Nachtstürme
- 1923 : Der steinerne Reiter
- 1923 : Der Mensch am Wege de William Dieterle
- 1923 : Wilhelm Tell
- 1924 : In den Krallen der Schuld
- 1924 : Lord Reginalds Derbyritt
- 1924 : Nanon
- 1924 : Ein Traum vom Glück
- 1924 : Der Weg zu Gott
- 1924 : Arabella
- 1924 : La Voix du cœur
- 1924 : Die Liebesbriefe einer Verlassenen
- 1925 : Menschen am Meer
- 1925 : Die vom Niederrhein
- 1925 : Die vom Niederrhein, 2. Teil
- 1925 : Aufstieg der kleinen Lilian
- 1925 : Komödianten
- 1925 : Zapfenstreich
- 1925 : Reveille, das große Wecken
- 1925 : Wallenstein, 1. Teil: Wallensteins Macht
- 1925 : Götz von Berlichingen zubenannt mit der eisernen Hand
- 1925 : Halbseide
- 1926 : Le Baron imaginaire
- 1926 : Grüß mir das blonde Kind am Rhein
- 1926 : Die Mühle von Sanssouci
- 1926 : Der Mann ohne Schlaf
- 1926 : Le Héros de la compagnie
- 1926 : Heiratsannoncen
- 1926 : Fünf-Uhr-Tee in der Ackerstraße
- 1926 : Unser täglich Brot
- 1926 : Nanette macht alles
- 1926 : Der Prinz und die Tänzerin
- 1926 : Der Provinzonkel/Ein Spiel in Eisen
- 1926 : Wir sind vom K. u. K. Infanterie-Regiment
- 1926 : Der Hauptmann von Köpenick
- 1926 : Ich hatt' einen Kameraden
- 1926 : Kubinke, der Barbier, und die drei Dienstmädchen
- 1926 : Die Kleine und ihr Kavalier
- 1926 : Überflüssige Menschen
- 1926 : Der Pfarrer von Kirchfeld
- 1926 : Der Jäger von Fall
- 1926 : Sibérie, terre de douleur
- 1926 : In der Heimat, da gibt's ein Wiedersehn!
- 1927 : Die Tochter des Kunstreiters
- 1927 : Maquillage (Da hält die Welt den Atem an) de Felix Basch
- 1927 : Die Piraten der Ostseebäder
- 1927 : Deutsche Frauen: Deutsche Treue
- 1927 : Verbotene Liebe
- 1927 : Das rosa Pantöffelchen
- 1927 : Der Meister der Welt
- 1927 : Frühere Verhältnisse
- 1927 : L'Exil
- 1927 : Ein schwerer Fall
- 1927 : Ich habe im Mai von der Liebe geträumt
- 1927 : Der Fluch der Vererbung
- 1927 : Le Mendiant de la cathédrale de Cologne
- 1927 : Vom Leben getötet
- 1927 : Funkzauber de Richard Oswald
- 1927 : Ein Mädel aus dem Volke
- 1927 : Leichte Kavallerie
- 1927 : Wochenendzauber
- 1927 : Wenn Menschen reif zur Liebe werden
- 1927 : Petronella
- 1927 : Schwere Jungs: leichte Mädchen
- 1928 : Gustav Mond, Du gehst so stille
- 1928 : Dragonerliebchen
- 1928 : Der Piccolo vom Goldenen Löwen
- 1928 : Es zogen drei Burschen
- 1928 : Almenrausch und Edelweiss
- 1928 : Herbstzeit am Rhein
- 1928 : Fräulein Chauffeur
- 1928 : Die Dame und ihr Chauffeur
- 1928 : Vom Täter fehlt jede Spur
- 1928 : Der Henker/Der Staatsanwalt klagt an
- 1928 : Robert und Bertram
- 1928 : Ein besserer Herr
- 1928 : Der Weiberkrieg
- 1928 : Mary Lou
- 1928 : La Dame au masque (Die Dame mit der Maske) de Wilhelm Thiele
- 1928 : Heiratsfieber
- 1928 : Ossi hat die Hosen an
- 1928 : Das Haus ohne Männer
- 1928 : Lemkes sel. Witwe
- 1929 : Somnambul/Die Hellseherin/Ein kriminal-telepathischer Film
- 1929 : Tempo! Tempo!
- 1929 : Die Zirkusprinzessin
- 1929 : Die Frau, die jeder liebt, bist du!
- 1929 : Fräulein Fähnrich
- 1929 : Das närrische Glück
- 1929 : Durchs Brandenburger Tor. Solang noch Untern Linden…
- 1929 : Berlin After Dark
- 1929 : Das Recht der Ungeborenen
- 1929 : Autobus Nr. 2
- 1929 : Die fidele Herrenpartie
- 1929 : Ehe in Not/Ehen zu Dritt
- 1929 : Danseuse de corde de Karl Grune
- 1929 : Jugendtragödie
- 1929 : Die Herrin und ihr Knecht
- 1929 : Drei Tage auf Leben und Tod - aus dem Logbuch der U.C.1 de Heinz Paul
- 1930 : Wenn Du noch eine Heimat hast
- 1930 : Tingel Tangel
- 1930 : Lumpenball (de)
- 1930 : Das Donkosakenlied
- 1930 : Der Witwenball
- 1930 : Freiheit in Fesseln/Bewährungsfrist
- 1930 : O Mädchen, mein Mädchen, wie lieb' ich Dich!
- 1930 : Quatre de l'infanterie
- 1930 : Dreyfus
- 1930 : Der Korvettenkapitän/Blaue Jungs von der Marine
- 1930 : Pension Schöller (de)
- 1930 : Le Chemin du paradis
- 1930 : Die lustigen Musikanten
- 1930 : Kohlhiesels Töchter
- 1931 : Strohwitwer
- 1931 : Gloria
- 1931 : Die Bräutigamswitwe
- 1931 : Schuberts Frühlingstraum
- 1931 : Reserve hat Ruh
- 1931 : La tragédie de la mine/Kameradschaft
- 1931 : Stolz der dritten Kompanie
- 1932 : Strich durch die Rechnung
- 1932 : Strafsache von Geldern
- 1932 : Skandal in der Parkstraße
- 1932 : Frau Lehmanns Töchter
- 1932 : Drei von der Stempelstelle
- 1932 : Drei von der Kavallerie
- 1932 : Ballhaus goldener Engel
- 1932 : Der Stolz der 3. Kompanie
- 1932 : Let's Love and Laugh
- 1932 : Grün ist die Heide (de)
- 1932 : Liebe in Uniform
- 1932 : Das Blaue vom Himmel
- 1932 : Der Rebell
- 1933 : Die verlorene Melodie
- 1933 : Schüsse an der Grenze
- 1933 : Manolescu, der Fürst der Diebe
- 1933 : Eine Frau wie Du
- 1933 : Eine Stadt steht kopf
- 1933 : Kaiserwalzer/Audienz in Ischl
- 1933 : Großstadtnacht
- 1933 : Ganovenehre: Ein Film aus der Berliner Unterwelt
- 1933 : Zwei gute Kameraden
- 1933 : Ein Lied geht um die Welt (de)
- 1933 : Meisterdetektiv
- 1933 : Laubenkolonie
- 1933 : Kleiner Mann: was nun?
- 1933 : Die Fahrt ins Grüne
- 1933 : Der Judas von Tirol
- 1933 : Drei blaue Jungs, ein blondes Mädel
- 1933 : Drei Kaiserjäger
- 1933 : Die vom Niederrhein
- 1933 : Der Jäger aus Kurpfalz
- 1934 : Die vier Musketiere
- 1934 : Schön ist jeder Tag den Du mir schenkst, Marie Luise
- 1934 : Die Liebe und die erste Eisenbahn
- 1934 : Ich sing' mich in dein Herz hinein (réalisation)
- 1934 : Der Herr Senator
- 1934 : Konjunkturritter (réalisation)
- 1934 : Der Doppelbräutigam
- 1934 : La Paloma
- 1935 : Der Zigeunerbaron
- 1935 : Leichte Kavallerie
- 1936 : Le Cuirassé Sebastopol
- 1936 : Stadt Anatol
- 1936 : Christine et son trio
- 1936 : Martha
- 1936 : L'Étudiant pauvre
- 1936 : Das Veilchen vom Potsdamer Platz (de)
- 1937 : Meiseken
- 1937 : Spiel auf der Tenne
- 1938 : Nordlicht
- 1938 : Konzert in Tirol
- 1938 : Permission sur parole
- 1938 : Pour le mérite
- 1939 : Verdacht auf Ursula
- 1939 : Spaßvögel
- 1939 : Légion Condor (de)
- 1939 : Im Namen des Volkes
- 1939 : Das große Los
- 1939 : Robert und Bertram
- 1939 : Das Ekel
- 1939 : Die goldene Maske
- 1940 : Weltrekord im Seitensprung
- 1940 : Der Feuerteufel de Luis Trenker
- 1940 : Étoile de Rio
- 1940 : Links der Isar: rechts der Spree
- 1940 : Bal paré
- 1940 : Das Fräulein von Barnhelm
- 1941 : Der laufende Berg
- 1941 : Über alles in der Welt
- 1941 : Je t'aimerai toujours
- 1941 : Attentat à Bakou
- 1942 : Die Entlassung
- 1943 : Der zweite Schuß
- 1943 : Kollege kommt gleich
- 1943 : Der Ochsenkrieg
- 1943 : Kohlhiesels Töchter
- 1943 : Gabriele Dambrone
- 1943 : Bonjour l'acrobate (de)
- 1944 : Die Zaubergeige
- 1944 : Der Meisterdetektiv
- 1944 : Freitag, der 13.
- 1944 : In flagranti
- 1944 : Neigungsehe
- 1944 : Das Konzert
- 1944 : Famille Buchholz
- 1945 : Wir beide liebten Katharina
- 1945 : Der Scheiterhaufen
- 1946 : L'Extravagant Millionnaire (Peter Voss, der Millionendieb)
- 1945/1947 : Jugendliebe
- 1948 : Morgen ist alles besser
- 1948 : Leckerbissen
- 1949 : Ich mach dich glücklich
- 1949 : Nichts als Zufälle
- 1950 : Die Kreuzlschreiber (de)
- 1950 : Des Lebens Überfluss
- 1950 : Sensation im Savoy
- 1950 : La Fiancée de la Forêt-Noire de Hans Deppe
- 1950 : Die Sterne lügen nicht
- 1950 : Die Nacht ohne Sünde (de)